# Bistum Amantea
Koordinaten: 39° 8′ N, 16° 5′ O
Das Bistum Amantea (lat. Dioecesis Mantheanensis) war eine Diözese mit Sitz in der Stadt Amantea in der Provinz Cosenza in der Region Kalabrien (Italien). Das Bistum existierte wahrscheinlich bereits im 8. Jahrhundert. Ende des 11. Jahrhunderts wurde es mit dem Bistum Tropea vereinigt, obwohl die beiden Bistümer nicht aneinander grenzten. Das ehemalige Bistumsgebiet von Amantea wurde nun auch Unterdiözese genannt, während das eigentliche Bistumsgebiet von Tropea als Oberdiözese bezeichnet wurde. Das Bistum Tropea wurde 1818 mit dem Bistum Nicotera zur Diözese Tropea-Nicotera vereinigt.

## Lage und Grenzen
Die Grenzen des Bistums Amantea sind nicht (sicher) bekannt und können nur aus den Grenzen der später so genannten Unterdiözese der Diözese Tropea erschlossen werden. Zum Bistum Amantea gehörten wahrscheinlich die Gemeinden Amantea, Aiello Calabro, Serra d’Aiello, San Pietro in Amantea, Belmonte Calabro, Cleto, Falconara Albanese, Fiumefreddo Bruzio, Longobardi, Falerna, Nocera Terinese und San Mango d’Aquino sowie die Ortsteile Laghitello und Terrati (in der Gemeinde Lago).

## Geschichte
Die Diözese Amantea wurde vermutlich in der ersten Hälfte des 8. Jahrhunderts begründet. Sie wurde durch Kaiser Leo III. den Isaurier (Kaiser: 717 bis 741) der geistlichen Gerichtsbarkeit der Bischöfe von Rom entzogen und dem Patriarchat von Konstantinopel unterstellt. Sie erscheint in den Notitiae Episcopatuum des Patriarchats von Konstantinopel als Amantia oder Amantheia und war ein Suffraganbistum des Metropolitansitzes Reggio Calabria.
Allerdings wird in keiner Urkunde dieser Zeit ein Bischof von Amantea erwähnt. Der einzige bekannte Bischof von Amantea ist ein Petros episcopos Amant., dessen Name auf einem griechischen Siegel aus dem 8. Jahrhundert entdeckt wurde. Das Siegel wurde auf der Insel Lipari gefunden. Die Tradition kennt noch zwei heilige Bischöfe, Gregor und Giocué von Amantea, die urkundlich aber nicht belegt sind.
846 wurde Amantea von den arabischen Aghlabiden erobert. Emir Al-Abbas Ibn al-Fadl siedelte Muslime in der Stadt an und richtete ein Emirat ein. Erst 886 gelang den Byzantinern die Rückeroberung von Amantea. Zwischen 976 und 1031 war die Stadt erneut unter muslimischer Kontrolle, bevor sie wieder von den Byzantinern erobert wurde. Es ist wahrscheinlich, dass die griechische Diözese noch in der zweiten Hälfte des 11. Jahrhunderts aktiv war.
1059 eroberten die Normannen Amantea. Danach wurde wohl ein lateinischer Bischof eingesetzt, oder das Bistumsgebiet wurde bald danach an das Bistum Tropea angeschlossen. Graf Roger I. bestätigte jedenfalls 1094 dem lateinischen Bischof von Tropea und Amantea Justinus, alle Privilegien und Rechte, die die früheren griechischen Bischöfe von Tropea und Amantea genossen hatten.
Durch den Anschluss des Bistumsgebietes von Amantea an das Bistum Tropea ergab sich die etwas merkwürdige Situation, dass das Bistumsgebiet von Tropea aus zwei Teilgebieten bestand, die keine Landverbindung besaßen. Das ehemalige Bistumsgebiet von Amantea wurde nun auch Unterdiözese genannt, während das eigentliche Bistumsgebiet von Tropea als Oberdiözese bezeichnet wurde.
Nach dem Tod von Bischof Giuliano Mirto Frangipane 1499 machten die Einwohner von Amantea eine Eingabe beim Heiligen Stuhl zur Wiederverselbstständigung der Diözese Amantea oder zumindest zur Einführung des Doppeltitels „Bistum von Tropea und Amantea“ bzw. „Bischöfe von Tropea und Amantea“. Papst Alexander VI. nahm den Antrag zur Kenntnis und ordnete an, dass die Bischöfe von nun an den Titel beider Diözesen invicem unitarum tragen sollten. Gegen die Entscheidung protestierten nun die Einwohner von Tropea, und Alexander VI. nahm seine Entscheidung in einem Schreiben vom 30. April 1503 wieder zurück. Die Ablehnung zur Führung eines Doppeltitels wurde 1534 von Papst Clemens VII. erneut bestätigt. Ein weiterer Antrag zur Führung eines Doppeltitels aus dem 18. Jahrhundert wurde von Papst Benedikt XIII. nicht angenommen.
Am 31. Dezember 1963 wurde mit einem Dekret der Konsistorialkongregation die Teilung der Unterdiözese (bzw. der ehemaligen Diözese Amantea) beschlossen. Die neun nördlichen Gemeinden Aiello Calabro, Serra d’Aiello, Amantea, San Pietro in Amantea, Belmonte Calabro, Cleto, Falconara Albanese, Fiumefreddo Bruzio und Longobardi sowie die Orte Laghitelli und Terrati (Gemeinde Lago) wurden der Erzdiözese Cosenza angegliedert, die drei südlichen Gemeinden  Falerna, Nocera Tirinese und San Mango d’Aquino wurden der Diözese Nicastro zugeschlagen. Damit wurde die territoriale Einheit des früheren Bistums Amantea endgültig aufgelöst.